# Dmitrij Fjodorovič Lavriněnko
Dmitrij Fjodorovič Lavriněnko (rusky Дмитрий Фёдорович Лавриненко; 14. října 1914 – 18. prosince 1941) byl sovětský tankový velitel ruské národnosti. V roce 1990 získal vojenské vyznamenání Hrdina Sovětského svazu in memoriam. Byl nejúspěšnějším tankovým esem vojsk Spojenců v druhé světové válce. Zničil 52 tanků Wehrmachtu. Všechny své úspěchy dokázal získat během 2,5 měsíce bojů (od října do poloviny prosince 1941), hlavně během bitvy o Moskvu, při níž byl pak při dělostřeleckém ostřelování smrtelně raněn.

## Život

### Mládí
Narodil se ve stanici Besstrašnaja (dnešní Otradněnskij rajón, Krasnodarský kraj) do rodiny Kubánských kozáků. Jeho otec Fjodor Prokofjevič Lavriněnko se zúčastnil první světové války. Během občanské války se přidal na stranu bolševiků a padl v bojích proti protibolševickým vojskům. Matka Matriona Prokofjevna tak vychovávala syna sama. Po ukončení občanské války vstoupila do komunistické strany a pracovala v místní samosprávě městečka Sladkij (Armavirskij raon). Zemřela v roce 1985.
V roce 1931 ukončil střední školu ve stanici Vozněsenskaja a ve městě Armavir pokračoval ve studiu, přičemž po jeho ukončení chtěl být učitelem. Po skončení tříměsíčního kurzu začal pak jako sedmnáctiletý učit ve škole v městečku Sladkij, kde žil společně s matkou.

### Vojenská kariéra
V roce 1934 se jako dobrovolník přihlásil do Dělnickorolnické rudé armády. Původně nastoupil do jednotek kavalérie. V květnu 1938 ukončil tankový kurz v hodnosti podporučík (mladší lajtnant). Zúčastnil se operací při invazi do Polska v roce 1939 a obsazení Besarábie v roce 1940.
V období napadení země nacistickým Německem působil ve funkci velitele čety v 15. tankové divizi (16. mechanizovaný sbor) ve městě Stanislav resp. Stanisławów (dnes Ivano-Frankivsk). Se svou jednotkou se podílel na obranných bojích na západní Ukrajině. Při ústupových bojích odmítl zničit svůj poškozený tank a byl jedním z těch, kterým se podařilo ustoupit před Němci i s bojeschopným vozidlem.
Dne 19. srpna 1941 byla v Stalingradské oblasti ze zbytků 15. a 20. tankové divize vytvořena 4. tanková brigáda. Její velením byl pověřen plukovník M. E. Katukov. Lavriněnko byl pověřen velením jedné z tankových čet tanků T-34. Dne 23. září 1941 se brigáda začala přesouvat na frontu a byla doplněna o lehké tanky BT. Brigáda byla zařazena do 1. gardového střeleckého sboru gen. D. D. Leljušenka.
Začátkem října byla 4. tanková brigáda nasazena do bojů proti německé 2. tankové skupině u města Mcensk. Lavriněnko byl u vesnice Pervij Vojin dne 6. října nasazen do protiútoku proti Němcům. Německé tanky tu zničily protitankové kanóny sovětské motostřelecký jednotky a pásy drtily postavení pěchoty. Lavriněnkova četa 4 tanků T-34 útočila na nepřítele z lesa a opakovaně se přemisťovala, čímž vytvořila zdání početnější skupiny a přinutila Němců ustoupit. Němci ztratili 15 tanků. Lavriněnkův oddíl ani jeden. Sám v boji zničil 3 tanky.
Dne 11. října už měl Lavriněnko podle sovětských zdrojů na kontě 7 zničených německých tanků, 1 protitankový kanón a 2 čety pěchoty. Již o několik dní později byla jednotka stažena k Moskvě do prostoru k Volokolamsku.

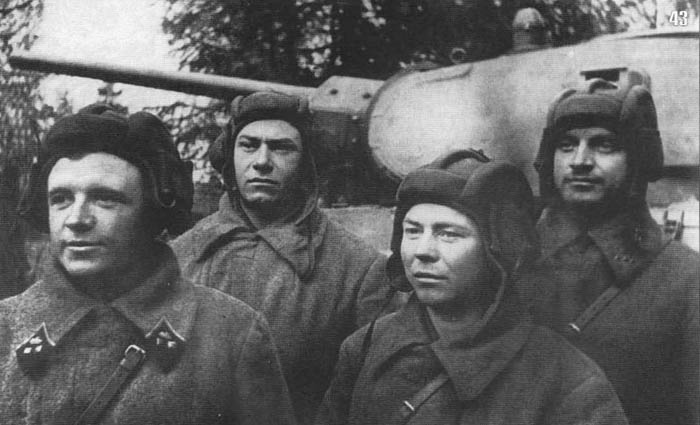
Lavriněnko (zcela vlevo) se svou posádkou před tankem T-34 (říjen 1941).

Při přesunu se jeho tank přesouval odděleně od zbytku brigády. Byl totiž původně zvlášť pověřen obranou štábu 50. armády. Její velitel okamžitě, jak se dozvěděl o přesunu brigády poslal Lavriněnka za jeho jednotkou. Při přesunu ho zastihli příslušníci sousední 49. armády, protože v důsledku ústupu 17. střelecké divize zůstala v tomto prostoru nebráněnému cesta k městu Serpuchov. Lavriněnko se svým tankem v oblasti městečka Protvino při Serpuchova napadl přesunující se německý motocyklistický prapor, který celý „rozprášil”. V boji zničil několik protitankových kanónů a ve spolupráci s pěchotou získal několik zajatců. Ukořistil také 6 minometů, 10 motocyklů s přívěsným vozíkem, 1 protitankový kanón a štábní autobus, který přivezl ke své brigádě.
V druhé polovině října 4. tanková brigáda vedla spolu s jednotkami 316. střelecké divize (gen. Panfilov) ve Volokolamské oblasti těžké obranné boje. U obce Lyscevo vedly jeho 3 T-34 a 3 BT-7 (BT nepatřily k tankové brigádě ale k pěchotní divizí) proti 18 německým tankům boj, při kterém Němci přišli o 7 tanků a byli nuceni ustoupit . Lavrinenkov útok pomohl pěchotě obsadit obec. Sověti ztratili 2 BT a 2 T-34. Jeho tank zůstal poslední bojeschopný z jeho čety.
Dne 11. listopadu 1941 byla 4. tanková brigáda rozkazem nejvyššího velení přejmenována na 1. gardovou tankovou brigádu.
Dne 17. listopadu kryl u obce Šiškino ústup jednotek 690. střeleckého pluku 316. divize, kde s osamoceným maskovaným tankem T-34 spustil palbu na německou obrněnou kolonu tvořenou osmi tanky. Zničil 3 lehké a 3 střední tanky a zabránil obklíčení střeleckých jednotek, které podporoval a pak ustoupil.
Další den, 18. listopadu se spolu s ustupujícími střeleckými oddíly nacházel v při štábu 316. divize u obce Gusenevo. Němci obec obklíčili a napadli. Při minometných propadu zahynul velitel divize generálmajor Panfilov. Jeho smrt se Lavrinenka hluboko dotkla. Okamžitě nařídil posádce tanku vyrazit do protiútoku, proti postupující formaci 8 německých tanků. Jeho stroj zničil 7 tanků. Osmému německému tanku se podařilo uniknout, neboť v Lavriněnkově tanku se zasekl závěr kanónu. Rozzuřený Lavrinenko vyskočil z tanku a začal střílet po německých tankistech, kteří vylézali z hořících vozidel, z osobní pistole. V tomto okamžiku do prostoru boje přijelo asi 10 německých tanků, které z boku zasáhly Lavrinenkův T-34. Ve vozidle smrtelně zranili radistu Sarova. Lavrinenko a nabíječ Fedotov ho vytáhli, těžko raněného, z hořícího tanku. Řidič, M. I. Bědnyj zahynul v tanku. Jeho tělo následně shořelo při výbuchu munice, před tím, než ho stihli vytáhnout z tanku.
5. prosince 1941 byl Lavrinenko navržen na vyznamenání Hrdina Sovětského svazu. V návrhu se uvádělo, že od 4. října do 5. prosince zničil 37 nepřátelských tanků.
7. prosince se začala sovětská protiofenzíva v prostoru Istry. 1. gardová tanková brigáda začala s podporou ženijních jednotek postupovat směrem na Volokolamsk. 18. prosince nadporučík Lavrninenko velel rotě tanků T-34, kterým se podařilo při pronásledování Němců obsadit obce Pokrovskoje a Goriuny. Lavriněnko u obce Goriuny napadl německou jednotku o síle 10 tanků s podporou pěchoty, která se snažila obklíčit útočící sovětské jednotky. Zlikvidoval jeden (svůj v pořadí 52.) německý tank, dva protitankové kanóny a asi 50 pěšáků. V obci Goriuny vystoupil Lavrinenko z tanku a chystal se podat hlášení o průběhu boje veliteli 17. tankové brigády N. A. Černojarovovi. Obec však byla vystavena těžkému dělostřeleckému a minometných ostřelování nepřítele. Zahynul v důsledku zásahu střepinou granátu blízko velitelského stanoviště brigády.
Dmitrij Fjodorovič Lavriněnko se za dva a půl měsíce bojů zúčastnil 28 ozbrojených střetů, při kterých zničil 52 tanků nepřítele. Během bojů sám přišel o tři své tanky. Stal se tak nejúspěšnějším tankovým esem sovětských ozbrojených sil v druhé světové válce. Lavriněnko aktivně využíval výhodu tanku T-34. S jistotou manévroval na bojišti, využíval nerovnosti terénu na své krytí. Při palbě často měnil svou pozici a znovu útočil z nového směru. Vícekrát tak vytvořil u nepřítele falešný dojem činnosti několika skupin tanků najednou. Navíc, podle svědectví kolegů, byl Lavriněnko přesným střelcem. Snažil se přiblížit k nepříteli maximální rychlostí a vést palbu na vzdálenost 150 – 400 m, kdy už nemohl minout. Bojoval na tancích T-34/76 typ 1941, ve kterých velitel tanku současně sloužil i jako střelec.
Pohřben byl na bojišti nedaleko cesty mezi obcemi Pokrovskoje a obcí Goriuny (nyní Anino). V roce 1967 bylo místo jeho hrobu nalezeny studenty 296. střední školy v z Moskvy. Následně byl slavnostně pohřben na oficiálním pohřebišti – ve společném hrobě u vesnice Dankovo, Istrijském rajónu, za přítomnosti jeho matky Matrjony Prokofjevny Lavriněnkové, bývalého komisaře pluku J. J. Komlova a studentů.

## Osobní život
V létě 1941 se ve Vinnici oženil se svou přítelkyní Ninou, teké rodačkou z Kubaně, kterou poznal před začátkem války ve městě Stanislav na západní Ukrajině. Byla evakuována s rodinami důstojníků na východ. Nejprve se přesunula do Stalingradu, kde se naposled společně setkali. Později byla evakuována do Střední Asie (do Fergany v Uzbekistánu). Absolvovala kurz zdravotní sestry a v létě 1942 byla poslána na frontu. Při přesunu přes Armavir se oddělila od jednotky aby mohla navštívit svou tchyni, která tam byla evakuována. Zahynula při německém náletu na železniční stanici v Armaviru.

### Ocenění
Dne 22. prosince 1941 mu byl posmrtně udělen Leninův řád.
Po skončení války pozdější maršál tankových vojsk M. E. Katukov a armádní generál D. D. Leljušenko, řad bývalých spolubojovníků a krajanů (zejména spisovatelů) z Kubáně podávali vícekrát návrh na jeho ocenění a vyznamenání. V 60. a 70. letech byly tyto návrhy zamítnuty. K ocenění došlo až 5. května 1990, kdy mu byl udělen titul Hrdina Sovětského svazu in memoriam (medaile č. 11615).
U obce Kalinovo nedaleko Serpuchova je na jeho počest postaven památník v podobě tanku T-34/85. Jsou po něm pojmenovány školy v obci Besstrašnyj, městě Protvino, ulice v Moskvě, Orlu, Volokolamsku, Armaviru a Krasnodaru.
Byl vyobrazen ve filmu Jurije Ozerova Bitva před Moskvou.